# Exploitationfilm
Exploitationfilm (von engl. exploitation → „Nutzbarmachung“,  „Ausbeutung“ oder auch „Verwertung“), oder Exploitation Film  ist eine kategorisierende Bezeichnung für Filme, die reißerische Grundsituationen ausnutzen, um mittels der exploitativen Darstellung, vornehmlich von Sex und Gewalt, über die damit erreichten Schauwerte affektiv auf den Zuschauer zu wirken. Neugier und Sensationslust des Publikums werden hierbei oft als treibende Kraft genutzt, um Exploitationfilme anzupreisen, die oft extrem gewalttätige Darstellungen enthalten.

## Begriffsgeschichte
Während in den Anfängen des Tonfilms auch kommerzielle Verwertungen von Dokumentarfilmen, Problemfilmen oder auch religiösen Filmen als Exploitationsfilm bezeichnet wurden, engte sich der Begriff mit Beginn der 1930er Jahre auf Low-Budget-Filme ein, in denen vornehmlich Gewalt, extreme sexuelle Handlungen und heikle Themen aller Art dargestellt werden.

## Charakteristik
Insbesondere im Film zeigt sich ein komplexes System von Zweitverwertungen mit fließenden Grenzen vom Schund bis hin zum kulturellen Gegenentwurf. Die 1960er-, 1970er- und 1980er-Jahre waren die Blütezeit des sogenannten Exploitationfilms im Kino. Zu diesen Filmen rechnet man kostengünstig produzierte Filme, die auf den Erfolgswellen erfolgreicherer „Sandalenfilme“, Western, Polizei-, Sex- und Horrorfilme mitschwimmen wollten. Exploitation-Produktionen besaßen folglich meist vergleichsweise geringe technische und schauspielerische Standards. Teilweise wird daher der Begriff des Exploitationfilms auch gleichbedeutend mit dem Begriff des Trashfilms verwendet.
Merkmale des Exploitationfilms sind die oft subversiven Veränderungen der Vorbilder, besonders im Italo- oder Spaghettiwestern, in denen der Held oft genauso verkommen ist wie seine Gegenspieler (Django, 1966), sowie die reißerische Anreicherung mit Sex und Gewalt, Blasphemie, Kirchenfeindlichkeit, Hexenverfolgung beziehungsweise der reißerischen Darstellung von Elementen des Nationalsozialismus. Charakteristisch ist in der Regel auch die Titel- bzw. Untertitelwahl, die oft bemüht ist, das Vorhandensein der jeweiligen Elemente zu Werbezwecken zu betonen oder sogar zu übertreiben (z. B. Nonnen bis aufs Blut gequält, 1974).

## Rezeption
Da Exploitationfilme oft ebenso bemüht wie erfolglos versuchen, für die reißerischen Darstellungen eine vernünftige Erklärung in der Handlung zu liefern, genießen sie aufgrund der daraus entstehenden unfreiwilligen Komik unter Fans von B-Movies mitunter einen hohen Kultstatus.

## Subgenres
Cinematologisch wird unter Berücksichtigung der Schwerpunkte des Inhaltes oft eine Einordnung in ein Subgenre vorgenommen, z. B. „Sexploitation“, „Nunsploitation“, Frauengefängnisfilme, „Naziploitation“ oder auch „Bruceploitation“. Eine weitere Untergruppe des Exploitationfilms stellen die sogenannten Blaxploitation-Filme der 1970er-Jahre dar, die gängige Thrillermuster und andere Genres auf die Lebenswelt der schwarzen US-Bevölkerung übertrugen und damit ein eigenständiges „schwarzes Kino“ ihrer Zeit erzeugten.
In den letzten Jahren zeigte sich ein gesteigerter Einfluss des Exploitationkinos auch in Produktionen, die zum Mainstream zu zählen sind.

## Beispielwerke
Einige der hier vertretenen Filmbeispiele wurden von Moviepilot, auf kino.de, dem Rolling Stone oder vom Streamingdienst Mubi als sehenswerte Vertreter des Genres empfohlen.
Es gibt in unterschiedlichen Bereichen, z. B. beim Horrorfilm, darüber hinaus Pre-Code-Werke, die sich im Grenzbereich zum Exploitation bewegen, wie beispielsweise Tod Brownings Freaks (von 1932), der zunächst in den USA zurückgezogen werden musste, da der Vorwurf der Exploitation von Menschen mit Behinderungen und Fehlbildungen im Raum stand. Aufgrund der anfänglichen Ablehnung dauerte es über 30 Jahre, bis das British Board of Film Classification diesem Film überhaupt eine Altersfreigabe erteilte.
| Jahr    | Filmtitel                               | Regie                                 | Subgenres                             | Tipp         |
| ------- | --------------------------------------- | ------------------------------------- | ------------------------------------- | ------------ |
| 1930    | Ingagi – Der Herr der Wildnis           | William Campbell                      | Sexploitation als Mockumentary        | [ 12 ]       |
| 1957    | I Was a Teenage Werewolf                | Gene Fowler Jr.                       | Teensploitation                       |              |
| 1963    | Blood Feast                             | Herschell Gordon Lewis                | Splatter- und Gorefilm                | [ 13 ]       |
| 1970    | Blumen ohne Duft                        | Russ Meyer                            | Sexploitation                         | [ 14 ]       |
| 1971    | Shaft                                   | Gordon Parks                          | Blaxploitation                        | [ 7 ] [ 10 ] |
| 1971    | Sweet Sweetbacks Lied                   | Melvin Van Peebles                    | Blaxploitation                        |              |
| 1971    | Bruce Lee – Die Todesfaust des Cheng Li | Lo Wei                                | Bruceploitation                       | [ 10 ]       |
| 1972    | Lady Snowblood                          | Toshiya Fujita                        | Rape-and-Revenge-Film                 | [ 7 ]        |
| 1972    | Die Nonnen von Clichy                   | Jess Franco                           | Nunsploitation                        |              |
| 1974    | Ilsa, She Wolf of the SS                | Don Edmonds                           | Naziploitation, Sexploitation         | [ 7 ]        |
| 1974    | Foxy Brown                              | Jack Hill                             | Blaxploitation                        | [ 10 ]       |
| 1975    | Mandingo                                | Richard Fleischer                     | Blaxploitation                        |              |
| 1977    | Nackt unter Kannibalen                  | Joe D’Amato                           | Sexploitation                         | [ 7 ]        |
| 1978    | Ich spuck auf dein Grab                 | Meir Zarchi                           | Rape-and-Revenge-Film                 | [ 8 ]        |
| 1979    | Nackt und zerfleischt                   | Ruggero Deodato                       | Kannibalenfilm                        | [ 7 ] [ 10 ] |
| 1980    | In der Gewalt der Zombies               | Joe D’Amato                           | Zombieploitation                      |              |
| 1981    | Mad Foxes – Feuer auf Räder             | Paul Grau                             | Sexploitation, Naziploitation         |              |
| 1982    | Sexorgien im Satansschloss              | Mario Bianchi                         | Sexploitation                         |              |
| 1983    | Blutiger Sommer – Das Camp des Grauens  | Robert Hiltzik                        | Slashploitation                       |              |
| 1993    | Dragon – Die Bruce Lee Story            | Rob Cohen                             | Bruceploitation                       |              |
| 2001    | Baise-moi (Fick mich!)                  | Virginie Despentes                    | Rape-and-Revenge-Film                 | [ 9 ]        |
| 2001    | Ichi the Killer                         | Takashi Miike                         | Slashploitation                       | [ 9 ]        |
| ab 2004 | Saw-Filmreihe                           | James Wan, Darren Lynn Bousman et al. | Slashploitation, Torture Porn         | [ 8 ]        |
| 2007    | Planet Terror                           | Robert Rodriguez                      | Zombieploitation                      | [ 8 ]        |
| 2009    | The Last House on the Left              | Dennis Iliadis                        | Horror-Exploitationsfilm              | [ 8 ]        |
| 2010    | Piranha 3D                              | Alexandre Aja                         | Splatterfilm, Tierhorror-Exploitation | [ 9 ]        |
| 2012    | Django Unchained                        | Quentin Tarantino                     | Blaxploitation                        | [ 9 ]        |
| 2012    | American Mary                           | Jen und Sylvia Soska                  | Rape-and-Revenge-Film, Body Horror    |              |
| 2016    | Elle                                    | Paul Verhoeven                        | Rape-and-Revenge-Film                 |              |
| 2022    | Mad Heidi                               | Johannes Hartmann, Sandro Klopfstein  | Swissploitation                       |              |

## Dokumentarfilme
- Elijah Drenner (Reg.): American Grindhouse (80 Min.), Lorber Films, New York (NY) 2010. – Eine der fundiertesten Dokus zum Genre.